# Luoberg
De Luoberg, Luovaara, Louvárri, is een berg in het noorden van Zweden. De berg ligt in de gemeente Kiruna. De rivier de Luopasjoki en de Westelijke Holgganbeek, maar die lager, beginnen op de zuidelijke helling van de Luoberg. De Luoklif ligt tegen de berg aan.